# Associazione Sportiva Livorno Calcio 2015-2016
Questa voce raccoglie le informazioni riguardanti il Livorno Calcio nelle competizioni ufficiali della stagione 2015-2016.

## Stagione
Nella stagione 2015-2016 Christian Panucci guida il Livorno per il secondo anno consecutivo, in Serie B, dopo il mancato accesso ai playoff. Vengono svincolati molti dei pezzi forti della squadra, da Siligardi a Galabinov, passando dai veterani Bernardini e Mazzoni. Per il mercato in entrata si punta su giovani di prospettiva come Palazzi, Calabresi, Aramu e calciatori di categoria come Comi, Pinsoglio, Schiavone e Fedato. L'esordio ufficiale arriva l'8 agosto 2015 per la gara di Coppa Italia contro l'Ancona; gara vinta 2-0. Il 6 settembre 2015 arriva la prima partita di campionato, che coincide con la vittoria per 4-0 sul Pescara. Il 26 settembre dopo quattro vittorie consecutive arriva la prima sconfitta stagionale contro lo Spezia.
Il 24 novembre, a seguito della sconfitta per 1-0 contro il Bari, Christian Panucci viene esonerato e Bortolo Mutti prende il suo posto. Con Mutti non arriva la rivoluzione sperata tuttavia. L'ex tecnico di Palermo e Padova, non c'entra neanche una vittoria nelle prime otto partite, facendo sprofondare gli amaranto fino alla zona playout.
Nel mercato di gennaio il primo rinforzo è Paolo Regoli dal Latina. Il terzino esordisce nel match di Pescara, in cui i labronici vengono sconfitti per 2-1 a causa di due rigori dopo l'iniziale vantaggio di Moscati.
La stagione prosegue nel peggiore dei modi con gli amaranto che sprofondano in fondo alla classifica e che negli ultimi turni vengono dati definitivamente per spacciati. Ma la vittoria per 3-1 ad Ascoli, in concomitanza con alcuni risultati delle rivali riapre il discorso salvezza. Al Livorno serve vincere con il Virtus Lanciano per arrivare ai play-out. Ma è proprio in quest'ultima partita che si consuma il dramma sportivo per i Labronici, capaci di andare sul 2-0, si faranno rimontare fino al 2-2 cedendo le armi e retrocedendo definitivamente in Lega Pro.

## Divise e sponsor
Lo sponsor tecnico è il marchio Legea. La prima maglia è amaranto con due bande verticali centrali (una di colore bianco, l'altra di colore nero), calzoncini bianchi, calzettoni amaranto con risvolto nero. La seconda maglia riprende il design della prima, ma a colori invertiti. Maglia bianca con bande verticali nera e amaranto , calzoncini bianchi e calzettoni bianchi con risvolto amaranto. La terza, la più innovativa, presenta una cromatura verde intervallata da bande orizzontali di colore amaranto e bianco. Sul pantaloncino in basso a destra compare lo sponsor Kia.
| Casa | Trasferta | Terza Divisa |

## Organigramma societario
ORGANI DI AMMINISTRAZIONE E CONTROLLO
Consiglio di Amministrazione
- Presidente: Aldo Spinelli
- Vicepresidente: Silvano Siri
- Amministratore delegato: Dr. Roberto Spinelli
- Consigliere: Rag. Mauro Malatesta
- Organismo di Vigilanza: Avv. Enrico Molisani

AREE E MANAGEMENT
Area tecnica
- Direttore sportivo: Elio Signorelli, da gennaio Franco Ceravolo
- Osservatore: Eugenio Vincenti

Collaboratori
- Delegato sicurezza: Bruno Bini
- Assistente alla prima squadra: Paolo Nassi
- Biglietteria Punto Amaranto: Piero Mazzoni, Umberto Picardi

Area organizzativa
- Direttore Generale: Paolo Armenia
- Segretario Generale: Alessandro Bini
- Responsabile Area Comunicazione: Paolo Nacarlo
- Amministrazione: Diego Guidi, Rita Pasquini
- Segreteria Organizzativa: Cristina Martorella
- Segreteria Generale: Dr.ssa Silvia Scaramelli
- Bigliettera e SLO: Massimiliano Casali
- Magazziniere: Massimiliano Lucignano, Pasquale Russo

Staff
- Allenatore: Christian Panucci, da novembre Bortolo Mutti
- Allenatore in seconda: Nicola Tarroni, da novembre Francesco Colonnese
- Collaboratori tecnici: Juriy Cannarsa, Mauro di Ciccio
- Preparatore dei portieri: Gianni Piacentini
- Preparatori atletici: Roberto Fiorillo, Javier Livia
- Responsabile Sanitario: Dr. Manlio Porcellini, Dr. Alessandro Bechere
- Massofisioterapista: Gianni Scappini, Guido Spinelli
- Allenatore Livorno Primavera: Stefano Brondi

## Rosa
| N. |                    | Ruolo | Calciatore              |
| -- | ------------------ | ----- | ----------------------- |
| 1  | Italia (bandiera)  | P     | Guido Pulidori          |
| 2  | Brasile (bandiera) | D     | Emerson (vice capitano) |
| 3  | Italia (bandiera)  | D     | Riccardo Regno          |
| 3  | Italia (bandiera)  | C     | Paolo Regoli            |
| 4  | Italia (bandiera)  | C     | Andrea Schiavone        |
| 5  | Italia (bandiera)  | D     | Lorenzo Gonnelli        |
| 6  | Italia (bandiera)  | D     | Andrea Gasbarro         |
| 7  | Italia (bandiera)  | C     | Marco Moscati           |
| 8  | Italia (bandiera)  | C     | Andrea Luci (capitano)  |
| 9  | Italia (bandiera)  | A     | Gianmario Comi          |
| 10 | Italia (bandiera)  | A     | Daniele Vantaggiato     |
| 11 | Italia (bandiera)  | D     | Alessandro Lambrughi    |
| 12 | Italia (bandiera)  | P     | Carlo Pinsoglio         |
| 13 | Italia (bandiera)  | D     | Manuele Macera          |
| 14 | Albania (bandiera) | C     | Armando Vajushi         |
| 15 | Italia (bandiera)  | D     | Martino Borghese        |
| 15 | Italia (bandiera)  | C     | Andrea Molinelli        |
| 16 | Uruguay (bandiera) | A     | Jaime Báez              |
| 16 | Italia (bandiera)  | D     | Arturo Calabresi        |
| 17 | Italia (bandiera)  | D     | Federico Ceccherini     |
| 18 | Italia (bandiera)  | A     | Andrea Cragno           |

| N. |                     | Ruolo | Calciatore         |
| -- | ------------------- | ----- | ------------------ |
| 19 | Italia (bandiera)   | A     | Francesco Fedato   |
| 20 | Italia (bandiera)   | D     | Mirko Bigazzi      |
| 20 | Italia (bandiera)   | C     | Mattia Valoti      |
| 21 | Slovenia (bandiera) | C     | Enej Jelenič       |
| 22 | Italia (bandiera)   | P     | Matteo Ricci       |
| 23 | Brasile (bandiera)  | D     | Maicon Da Silva    |
| 23 | Italia (bandiera)   | D     | Luca Antonini      |
| 24 | Italia (bandiera)   | D     | Gabriele Morelli   |
| 26 | Italia (bandiera)   | C     | Jami Rafati        |
| 27 | Italia (bandiera)   | C     | Marco Biagianti    |
| 28 | Italia (bandiera)   | C     | Andrea Palazzi     |
| 29 | Italia (bandiera)   | A     | Alberto Testa      |
| 30 | Italia (bandiera)   | C     | Mattia Aramu       |
| 32 | Italia (bandiera)   | A     | Christian Bunino   |
| 33 | Colombia (bandiera) | D     | Jherson Vergara    |
| 37 | Italia (bandiera)   | A     | Cristian Pasquato  |
| 39 | Italia (bandiera)   | D     | Francesco Benassai |
| 44 | Italia (bandiera)   | C     | Riccardo Cazzola   |
| 45 | Croazia (bandiera)  | D     | Tonći Kukoč        |
| 45 | Uruguay (bandiera)  | C     | Andrés Schetino    |

## Calciomercato

### Sessione estiva(dall'1/7/2015 al 31/8/2015)
| Acquisti         | Acquisti             | Acquisti             | Acquisti                         |
| R.               | Nome                 | da                   | Modalità                         |
| ---------------- | -------------------- | -------------------- | -------------------------------- |
| P                | Matteo Ricci         | Empoli               | prestito con diritto di riscatto |
| P                | Carlo Pinsoglio      | Juventus             | prestito con diritto di riscatto |
| D                | Andrea Gasbarro      | Pontedera            | fine prestito                    |
| D                | Arturo Calabresi     | Roma                 | prestito con diritto di riscatto |
| D                | Jherson Vergara      | Milan                | prestito con diritto di riscatto |
| D                | Tonći Kukoč          | CSKA Sofia           | svincolato                       |
| D                | Riccardo Regno       | Barletta             | fine prestito                    |
| C                | Andrea Schiavone     | Juventus             | prestito con diritto di riscatto |
| C                | Andrea Palazzi       | Inter                | prestito con diritto di riscatto |
| C                | Mattia Aramu         | Torino               | prestito con diritto di riscatto |
| C                | Riccardo Cazzola     | Atalanta             | prestito con diritto di riscatto |
| C                | Mirko Bigazzi        | Torres               | fine prestito                    |
| C                | Armando Vajushi      | Chievo               | prestito con diritto di riscatto |
| A                | Francesco Fedato     | Sampdoria            | prestito con diritto di riscatto |
| A                | Gianmario Comi       | Milan                | prestito con diritto di riscatto |
| A                | Simone Dell'Agnello  | Barletta             | fine prestito                    |
| A                | Cristian Pasquato    | Juventus             | prestito con diritto di riscatto |
| A                | Cristian Bunino      | Juventus             | prestito con diritto di riscatto |
| Altre operazioni |                      |                      |                                  |
| R.               | Nome                 | da                   | Modalità                         |
| P                | Alessandro Signorini | Tuttocuoio           | prestito                         |
| D                | Andrea Brizzi        | Pro Livorno Sorgenti | fine prestito                    |
| D                | Antonio Meola        | Barletta             | fine prestito                    |
| D                | Tommaso Piantini     | Figline              | definitivo                       |
| D                | Paolo Bellemo        | Fiorentina           | prestito                         |
| C                | Filippo Gemmi        | Fiorentina           | definitivo                       |
| A                | Alessio Canessa      | Portuali Guasticce   | definitivo                       |
| A                | Matteo Costa         | Spezia               | definitivo                       |
| A                | Gabriele Folegnani   | Empoli               | prestito                         |
| A                | Tommaso Poggi        | Gavorrano            | prestito                         |

| Cessioni         | Cessioni              | Cessioni       | Cessioni                         |
| R.               | Nome                  | a              | Modalità                         |
| ---------------- | --------------------- | -------------- | -------------------------------- |
| P                | Luca Mazzoni          | Ternana        | definitivo                       |
| P                | Matteo Cipriani       | Viareggio      | definitivo                       |
| P                | Elia Bastianoni       | Catania        | svincolato                       |
| D                | Giuseppe Gemiti       | Bari           | definitivo                       |
| D                | Alan Empereur         | Salernitana    | definitivo                       |
| D                | Antonio Meola         | Matera         | definitivo                       |
| D                | Alessandro Bernardini | Salernitana    | svincolato                       |
| D                | Riccardo Regno        | Pro Patria     | definitivo                       |
| C                | Mirko Bigazzi         | Pro Patria     | definitivo                       |
| C                | Luca Belingheri       | Modena         | definitivo                       |
| C                | Lorenzo Remedi        | Torres         | definitivo                       |
| C                | Rodney Strasser       | Genoa          | fine prestito                    |
| C                | Gabriel Appelt Pires  | Juventus       | fine prestito                    |
| C                | Jonny Mosquera        | Envigado       | fine prestito                    |
| C                | Andrea Molinelli      | Pergolettese   | svincolato                       |
| C                | Damjan Đoković        | Bologna        | fine prestito                    |
| A                | Andrej Gălăbinov      | Novara         | definitivo                       |
| A                | Luca Siligardi        | Verona         | definitivo                       |
| A                | Emanuel Rivas         |                | svincolato                       |
| A                | Simone Dell'Agnello   | Savona         | prestito                         |
| Altre operazioni |                       |                |                                  |
| R.               | Nome                  | da             | Modalità                         |
| P                | Federico Cirelli      | Ponsacco       | prestito                         |
| D                | Michele De Fanti      | Ponsacco       | definitivo                       |
| D                | Enrico Del Gratta     | Piombino       | definitivo                       |
| D                | Samuele Stampa        | Massese        | svincolato                       |
| D                | Jacopo Galli          | Pontedera      | definitivo                       |
| D                | Marco Stoppini        | Ponsacco       | definitivo                       |
| C                | Christian Albamonte   | Vado           | prestito                         |
| C                | Daniele Bartolini     | Viareggio      | definitivo                       |
| C                | Alex Bengala          | Prato          | fine prestito                    |
| C                | Tommaso Borselli      | Gavorrano      | prestito                         |
| C                | Leonardo Gori         | Pontedera      | fine prestito                    |
| C                | Lorenzo Muzzillo      | Brommapojkarna | definitivo                       |
| C                | Nico Quilici          | Piombino       | definitivo                       |
| C                | Giacomo Ricci         | Parma          | definitivo                       |
| C                | Lorenzo Simonetti     | Parma          | definitivo                       |
| A                | Tommaso Biasci        | Ponsacco       | svincolato                       |
| A                | Elia Bruzzi           | Viareggio      | definitivo                       |
| A                | Francesco Gelli       | Montecatini    | definitivo                       |
| A                | Andrea Favilli        | Juventus       | prestito con diritto di riscatto |
| A                | Savino Parente        | Cenaia         | definitivo                       |

### Sessione invernale(dal 4/1/2016 all'1/2/2016)
| Acquisti         | Acquisti         | Acquisti   | Acquisti                         |
| R.               | Nome             | da         | Modalità                         |
| ---------------- | ---------------- | ---------- | -------------------------------- |
| D                | Luca Antonini    | Ascoli     | prestito                         |
| D                | Martino Borghese | Como       | prestito con diritto di riscatto |
| C                | Paolo Regoli     | Latina     | prestito con diritto di riscatto |
| C                | Mattia Valoti    | Verona     | prestito                         |
| C                | Andrés Schetino  | Fiorentina | prestito                         |
| A                | Jaime Báez       | Fiorentina | prestito                         |
| Altre operazioni |                  |            |                                  |
| R.               | Nome             | da         | Modalità                         |
| ?                | Jacopo Giachetti | Cascina    | fine prestito                    |
| C                | Daniele Botti    | Cascina    | fine prestito                    |
| A                | Pietro Leggio    | Cascina    | definitivo                       |
| A                | Giuseppe Miele   | Empoli     | definitivo                       |

| Cessioni | Cessioni          | Cessioni     | Cessioni      |
| R.       | Nome              | a            | Modalità      |
| -------- | ----------------- | ------------ | ------------- |
| D        | Arturo Calabresi  | Roma         | fine prestito |
| D        | Maicon Da Silva   | Sport Recife | prestito      |
| D        | Tonći Kukoč       | Como         | prestito      |
| A        | Cristian Pasquato | Juventus     | fine prestito |

## Risultati

### Serie B

#### Girone di andata
| Arbitro: | Saia (Palermo) |

|                                                      |           |  |
| Vantaggiato 7’ (rig.), 32’ Ceccherini 40’ Fedato 52’ | Marcatori |  |

| Arbitro: | Martinelli (Roma) |

|            |           |                                   |
| Sbaffo 16’ | Marcatori | 42’ Fedato 65’ (rig.) Vantaggiato |

| Arbitro: | Rapuano (Rimini) |

|                                          |           |           |
| Fedato 32’ Calabresi 67’ Vantaggiato 75’ | Marcatori | 15’ Geijo |

| Arbitro: | Ghersini (Genova) |

|                         |           |                                        |
| González 4’ Belloni 30’ | Marcatori | 38’ Aramu 46’ Vantaggiato 86’ Pasquato |

| Arbitro: | Di Paolo (Avezzano) |

|              |           |                      |
| Pasquato 72’ | Marcatori | 43’ Šitum 87’ Calaiò |

| Arbitro: | Chiffi (Padova) |

|                  |           |  |
| Sensi 64’ (rig.) | Marcatori |  |

| Arbitro: | Minelli (Varese) |

|                 |           |            |
| Comi 53’ (rig.) | Marcatori | 29’ Trotta |

| Arbitro: | Manganiello (Pinerolo) |

|                                      |           |  |
| Bălașa 36’ Torromino 66’ Capezzi 36’ | Marcatori |  |

| Arbitro: | La Penna (Roma) |

|                   |           |  |
| Pasquato 52’, 94’ | Marcatori |  |

| Chiavari 27 ottobre 2015, ore 20.30 10ª giornata | Virtus Entella | 0 – 0 | Livorno | Stadio comunale (1 889 spett.)\| Arbitro: \| Nasca (Bari) \| |
| Arbitro:                                         | Nasca (Bari)   |       |         |                                                              |

| Arbitro: | Ros (Pordenone) |

|                             |           |  |
| Jelenic 38’ Vantaggiato 83’ | Marcatori |  |

| Arbitro: | Abbattista (Molfetta) |

|                   |           |  |
| Maicon 35’ (aut.) | Marcatori |  |

| Arbitro: | Maresca (Napoli) |

|                             |           |                         |
| Cazzola 54’ Vantaggiato 72’ | Marcatori | 56’ Raičević 64’ D'Elia |

| Arbitro: | Pairetto (Nichelino) |

|             |           |  |
| Maniero 87’ | Marcatori |  |

| Arbitro: | Pinzani (Empoli) |

|  |           |              |
|  | Marcatori | 43’ González |

| Arbitro: | Sacchi (Macerata) |

|                                              |           |                 |
| Schiattarella 9’ Olivera 26’ Jefferson 90+1’ | Marcatori | 36’ Vantaggiato |

| Livorno 9 dicembre 2015, ore 18.30 17ª giornata | Livorno             | 0 – 0 | Salernitana | Stadio Armando Picchi (5 207 spett.)\| Arbitro: \| Aureliano (Bologna) \| |
| Arbitro:                                        | Aureliano (Bologna) |       |             |                                                                           |

| Arbitro: | Chiffi (Padova) |

|                 |           |           |
| Vantaggiato 49’ | Marcatori | 3’ Farias |

| Arbitro: | Candussio (Cervignano del Friuli) |

|                                           |           |             |
| Drolé 56’ Ardemagni 72’, 91’ Parigini 74’ | Marcatori | 33’ Moscati |

| Arbitro: | Marini (Roma) |

|                |           |                                |
| Nava 2’ (aut.) | Marcatori | 2’ Petagna 6’ Cacia 82’ Giorgi |

| Arbitro: | Baracani (Firenze) |

|                           |           |            |
| Marilungo 61’ (rig.), 63’ | Marcatori | 80’ Bunino |

#### Girone di ritorno
| Arbitro: | Serra (Torino) |

|                                     |           |             |
| Cocco 66’ (rig.) Caprari 92’ (rig.) | Marcatori | 56’ Moscati |

| Arbitro: | Ros (Pordenone) |

|              |           |               |
| Borghese 74’ | Marcatori | 62’ Pettinari |

| Arbitro: | Maresca (Napoli) |

|           |           |                                         |
| Geijo 25’ | Marcatori | 21’ Vantaggiato 56’ Jelenič 60’ Borgese |

| Arbitro: | Illuzzi (Molfetta) |

|               |           |  |
| Biagianti 21’ | Marcatori |  |

| Arbitro: | Pinzani (Empoli) |

|                           |           |  |
| Calaiò 13’, 22’ Šitum 59’ | Marcatori |  |

| Arbitro: | Abbattista (Molfetta) |

|                |           |          |
| Ceccherini 19’ | Marcatori | 60’ Koné |

| Arbitro: | Rapuano (Rimini) |

|                       |           |             |
| Tavano 43’ Mokulu 60’ | Marcatori | 50’ Vergara |

| Livorno 1 marzo 2016 29ª giornata | Livorno        | 0 – 0 referto | Crotone | Stadio Armando Picchi\| Arbitro: \| Saia (Palermo) \| |
| Arbitro:                          | Saia (Palermo) |               |         |                                                       |

| Arbitro: | Nasca (Bari) |

|           |           |  |
| Luppi 22’ | Marcatori |  |

| Livorno 12 marzo 2016 31ª giornata | Livorno                | 0 – 0 referto | Virtus Entella | Stadio Armando Picchi\| Arbitro: \| Manganiello (Pinerolo) \| |
| Arbitro:                           | Manganiello (Pinerolo) |               |                |                                                               |

| Arbitro: | Illuzzi (Molfetta) |

|           |           |  |
| Fazio 75’ | Marcatori |  |

| Arbitro: | Ghersini (Genova) |

|  |           |              |
|  | Marcatori | 90+4’ Marchi |

| Arbitro: | La Penna (Roma) |

|                         |           |  |
| Galano 31’ Raičević 59’ | Marcatori |  |

| Arbitro: | Baracani (Firenze) |

|             |           |                             |
| Cazzola 87’ | Marcatori | 78’ Rosina 90+4’ A. Lazzari |

| Arbitro: | Nasca (Bari) |

|                 |           |          |
| Faragò 11’, 90’ | Marcatori | 65’ Comi |

| Arbitro: | Pairetto (Nichelino) |

|                        |           |  |
| Vantaggiato 42’ (rig.) | Marcatori |  |

| Arbitro: | Aureliano (Bologna) |

|                                 |           |                        |
| Donnarumma 1’ Coda 31’ Zito 59’ | Marcatori | 40’ (rig.) Vantaggiato |

| Arbitro: | Abisso (Palermo) |

|                                     |           |                                      |
| Giannetti 26’ João Pedro 65’ (rig.) | Marcatori | 68’ (rig.) Vantaggiato 71’ Biagianti |

| Arbitro: | Di Paolo (Avezzano) |

|                 |           |               |
| Vantaggiato 30’ | Marcatori | 68’ A. Zapata |

| Arbitro: | Pairetto (Nichelino) |

|              |           |                                |
| Cinaglia 73’ | Marcatori | 55’, 92’ Aramu 76’ Vantaggiato |

| Arbitro: | Nasca (Bari) |

|                  |           |                                  |
| Aramu 25’, 45+2’ | Marcatori | 69’ (rig.) N. Ferrari 84’ Turchi |

### Coppa Italia
| Arbitro: | Abisso (Palermo) |

|                            |           |  |
| Comi 106’ Vantaggiato 115’ | Marcatori |  |

| Arbitro: | Gervasoni (Mantova) |

|                  |           |  |
| Matos 108’, 116’ | Marcatori |  |

## Statistiche

### Statistiche di squadra
| Competizione | Punti | In casa | In casa | In casa | In casa | In casa | In casa | In trasferta | In trasferta | In trasferta | In trasferta | In trasferta | In trasferta | Totale | Totale | Totale | Totale | Totale | Totale | DR  |
| Competizione | Punti | G       | V       | N       | P       | Gf      | Gs      | G            | V            | N            | P            | Gf           | Gs           | G      | V      | N      | P      | Gf     | Gs     | DR  |
| ------------ | ----- | ------- | ------- | ------- | ------- | ------- | ------- | ------------ | ------------ | ------------ | ------------ | ------------ | ------------ | ------ | ------ | ------ | ------ | ------ | ------ | --- |
| Serie B      | 42    | 21      | 6       | 10      | 5       | 25      | 19      | 21           | 4            | 2            | 15           | 20           | 38           | 42     | 10     | 12     | 20     | 45     | 57     | -12 |
| Coppa Italia | -     | 1       | 1       | 0       | 0       | 2       | 0       | 1            | 0            | 0            | 1            | 0            | 2            | 2      | 1      | 0      | 1      | 2      | 2      | 0   |
| Totale       | 42    | 22      | 7       | 10      | 5       | 27      | 19      | 21           | 4            | 1            | 16           | 20           | 40           | 44     | 11     | 12     | 21     | 47     | 59     | -12 |

### Andamento in campionato
| Giornata  | 1 | 2 | 3 | 4 | 5 | 6 | 7 | 8 | 9 | 10 | 11 | 12 | 13 | 14 | 15 | 16 | 17 | 18 | 19 | 20 | 21 | 22 | 23 | 24 | 25 | 26 | 27 | 28 | 29 | 30 | 31 | 32 | 33 | 34 | 35 | 36 | 37 | 38 | 39 | 40 | 41 | 42 |
| --------- | - | - | - | - | - | - | - | - | - | -- | -- | -- | -- | -- | -- | -- | -- | -- | -- | -- | -- | -- | -- | -- | -- | -- | -- | -- | -- | -- | -- | -- | -- | -- | -- | -- | -- | -- | -- | -- | -- | -- |
| Luogo     | C | T | C | T | C | T | C | T | C | T  | C  | T  | C  | T  | C  | T  | C  | C  | T  | C  | T  | T  | C  | T  | C  | T  | C  | T  | C  | T  | C  | T  | T  | C  | T  | C  | T  | C  | T  | C  | T  | C  |
| Risultato | V | V | V | V | P | P | N | P | V | N  | V  | P  | N  | P  | P  | P  | N  | N  | P  | P  | P  | P  | N  | V  | V  | P  | N  | P  | N  | P  | N  | P  | P  | P  | P  | P  | V  | P  | N  | N  | V  | N  |
| Posizione | 1 | 1 | 1 | 1 | 2 | 4 | 5 | 6 | 4 | 5  | 4  | 5  | 5  | 7  | 9  | 11 | 11 | 12 | 14 | 14 | 16 | 19 | 18 | 16 | 14 | 15 | 17 | 17 | 18 | 19 | 19 | 19 | 20 | 20 | 21 | 21 | 21 | 21 | 21 | 21 | 21 | 20 |

Fonte:  Serie B – Classifiche, su sport.sky.it, Sky Sport. URL consultato il 1º ottobre 2015 (archiviato dall'url originale l'11 settembre 2014).
Legenda:

Luogo: C = Casa; T = Trasferta. Risultato: V = Vittoria; N = Pareggio; P = Sconfitta.

### Statistiche dei giocatori
Sono in corsivo i calciatori che hanno lasciato la società a stagione in corso.
| Giocatore      | Serie B  | Serie B | Serie B     | Serie B    | Coppa Italia | Coppa Italia | Coppa Italia | Coppa Italia | Totale   | Totale | Totale      | Totale     |
| Giocatore      | Presenze | Reti    | Ammonizioni | Espulsioni | Presenze     | Reti         | Ammonizioni  | Espulsioni   | Presenze | Reti   | Ammonizioni | Espulsioni |
| -------------- | -------- | ------- | ----------- | ---------- | ------------ | ------------ | ------------ | ------------ | -------- | ------ | ----------- | ---------- |
| L. Antonini    | 16       | 0       | 7           | 0          | 0            | 0            | 0            | 0            | 16       | 0      | 7           | 0          |
| M. Aramu       | 23       | 5       | 2           | 0          | 0            | 0            | 0            | 0            | 23       | 5      | 2           | 0          |
| J. Báez        | 13       | 0       | 3           | 0          | 0            | 0            | 0            | 0            | 13       | 0      | 3           | 0          |
| M. Biagianti   | 28       | 2       | 5           | 0          | 0            | 0            | 0            | 0            | 28       | 2      | 5           | 0          |
| M. Borghese    | 4        | 2       | 0           | 0          | 0            | 0            | 0            | 0            | 4        | 2      | 0           | 0          |
| C. Bunino      | 14       | 1       | 1           | 0          | 1            | 0            | 0            | 0            | 15       | 1      | 1           | 0          |
| A. Calabresi   | 10       | 1       | 2           | 0          | 2            | 0            | 0            | 0            | 12       | 1      | 2           | 0          |
| R. Cazzola     | 25       | 2       | 7           | 0          | 0            | 0            | 0            | 0            | 25       | 2      | 7           | 0          |
| F. Ceccherini  | 32       | 2       | 12          | 0          | 2            | 0            | 1            | 0            | 34       | 2      | 13          | 0          |
| G. Comi        | 24       | 2       | 4           | 2          | 2            | 1            | 1            | 0            | 26       | 3      | 5           | 2          |
| Emerson        | 7        | 0       | 0           | 1          | 2            | 0            | 1            | 0            | 9        | 0      | 1           | 1          |
| F. Fedato      | 19       | 3       | 5           | 0          | 2            | 0            | 0            | 0            | 21       | 3      | 5           | 0          |
| A. Gasbarro    | 29       | 0       | 4           | 1          | 2            | 0            | 0            | 0            | 31       | 0      | 4           | 1          |
| L. Gonnelli    | 6        | 0       | 2           | 0          | 0            | 0            | 0            | 0            | 6        | 0      | 2           | 0          |
| E. Jelenic     | 26       | 2       | 6           | 0          | 0            | 0            | 0            | 0            | 26       | 2      | 6           | 0          |
| T. Kukoč       | 5        | 0       | 1           | 0          | 0            | 0            | 0            | 0            | 5        | 0      | 1           | 0          |
| A. Lambrughi   | 33       | 0       | 8           | 0          | 2            | 0            | 1            | 0            | 35       | 0      | 9           | 0          |
| A. Luci        | 32       | 0       | 8           | 1          | 2            | 0            | 2            | 0            | 34       | 0      | 10          | 1          |
| Maicon         | 6        | 0       | 1           | 0          | 2            | 0            | 1            | 0            | 8        | 0      | 2           | 0          |
| G. Morelli     | 2        | 0       | 1           | 0          | 0            | 0            | 0            | 0            | 2        | 0      | 1           | 0          |
| M. Moscati     | 32       | 2       | 2           | 1          | 2            | 0            | 1            | 0            | 34       | 2      | 3           | 1          |
| C. Pasquato    | 19       | 4       | 1           | 0          | 0            | 0            | 0            | 0            | 19       | 4      | 1           | 0          |
| A. Palazzi     | 11       | 1       | 3           | 1          | 1            | 0            | 0            | 0            | 12       | 1      | 3           | 1          |
| C. Pinsoglio   | 36       | -45     | 2           | 0          | 2            | -2           | 0            | 0            | 38       | -47    | 2           | 0          |
| G. Pulidori    | 0        | -0      | 0           | 0          | 0            | -0           | 0            | 0            | 0        | -0     | 0           | 0          |
| J. Rafati      | 1        | 0       | 0           | 0          | 0            | 0            | 0            | 0            | 1        | 0      | 0           | 0          |
| P. Regoli      | 6        | 0       | 1           | 0          | 0            | 0            | 0            | 0            | 6        | 0      | 1           | 0          |
| M. Ricci       | 8        | -12     | 1           | 1          | 0            | -0           | 0            | 0            | 8        | -12    | 1           | 1          |
| A. Schetino    | 0        | 0       | 0           | 0          | 0            | 0            | 0            | 0            | 0        | 0      | 0           | 0          |
| A. Schiavone   | 35       | 0       | 7           | 0          | 2            | 0            | 1            | 0            | 37       | 0      | 8           | 0          |
| A. Vajushi     | 22       | 0       | 3           | 0          | 0            | 0            | 0            | 0            | 22       | 0      | 3           | 0          |
| D. Vantaggiato | 35       | 15      | 9           | 0          | 2            | 1            | 0            | 0            | 37       | 16     | 9           | 0          |
| M. Valoti      | 7        | 0       | 0           | 0          | 0            | 0            | 0            | 0            | 7        | 0      | 0           | 0          |
| J. Vergara     | 22       | 1       | 1           | 1          | 0            | 0            | 0            | 0            | 22       | 1      | 1           | 1          |